# TONIO
Tonio（托尼欧）是PowerFX以VOCALOID语音合成引擎为基础开发贩售的虚拟男性歌手软件，由專業歌劇院歌手提供原聲。2011年9月已由臺灣Ecapsule Co., Ltd (飛天膠囊數位科技有限公司) 代理發售，並邀請繪師AKRU設定新形象。

## 人物設定
- 名字：Tonio（托尼欧）
- 擅長語言：英語
- 年齡：27歲
- 身高：183公分
- 體重：78公斤
- 喜歡的音樂類型：歌劇、古典樂

臺灣形象是一名頭上長著有如獨角獸獸角的男性。

## 外部連結
- 臺灣官方網站